# 美国书籍禁令 (2021年至今)
从2021年开始，美国部分地区有相当数量的书籍被禁或受到质疑，其中大多数书籍都与种族、性别和性有关。与过去不同，以往家长或社区其他利益相关者会与教师和学校管理人员就某本书展开辩论，而近年来，地方性团体得到了保守派倡导组织的支持，将禁书运动集中在某些特定主题上并全国化。这些活动更倾向于采取法律和立法措施，而不仅仅局限于社区内的讨论。记者、学者、图书馆员等通常认为这种协调一致且往往资金充足的书籍挑战行动与限制学生了解系统性偏见和美国历史的反动有关。许多著名书籍受到了质疑，其中包括阿特·施皮格曼的《鼠族》和杰里·克拉夫特的《New Kid》等。
美国图书馆协会记录了2022年1269项图书审查要求，是 20 多年以来录得的最高值。  2023 年，全国范围内有 4240 种不同的图书受到质疑。 
美国图书馆协会知识自由办公室发布的信息显示：“2023年1月1日至8月31日期间，知识自由办公室报告了 695 次审查图书馆资料和服务的尝试，并记录了对 1915 个独特书名的挑战——比 2022 年同期增加了 20%。” 许多被针对的图书标题都涉及有色人种和 LGBT 群体。这禁书令主要源于由共和党主导州通过的法律。 

## 背景和范围
2021年秋季，美国图书馆协会（ALA）收到了330份图书挑战报告，该协会称这一比例“前所未有”，但该协会估计有 82-97% 的挑战没有报告，因此该数字也被低估了。  只有 1% 的挑战是由学生发起的，大多数挑战都来自家长或图书馆使用者。  《纽约时报》在 2022 年 1 月报道称，“全国各地的家长、活动家、学校董事会官员和立法者正在以几十年来未曾见过的速度向书籍发起挑战”。  2022 年 4 月，非营利组织PEN America发现，过去 9 个月内，针对 1,145 种不同书籍的图书禁令共计 1,586 次。 同样在 4 月，美国图书馆协会发布了有关图书审查的年度报告，发现 2021 年共发生 729 次删除学校、大学和图书馆材料的尝试，导致 1,597 起图书质疑或删除事件。这是美国图书馆协会 20 多年前开始跟踪图书审查情况以来，在一年内记录到的图书删除和质疑数量最多的一次。  2022 年前 8 个月，美国图书馆协会收到 681 份图书挑战报告，涉及 1,651 本独特图书。 大多数书籍与种族、性别、性取向和性别有关。     
韦伯州立大学研究图书审查的理查德·普赖斯教授认为，存在一种“焦虑循环，其中图书挑战者受到对不断变化的世界的担忧和恐惧的驱使。因此，无论当今的议题是什么，这通常都会驱使和推动人们试图删除相关书籍”。 在 2020 年人们关注批判种族理论之前，最常被禁的书籍与LGBTQ包容性有关。 在《华盛顿邮报》的分析中，瓦莱丽·斯特劳斯将这些禁令置于美国图书审查的历史脉络中，最早可以追溯到1650年对威廉·品钦的《救赎的功绩》的亵渎指控，也包括《哈克贝利·费恩历险记》和《哈利·波特》系列丛书，这两本书是 2000 年至 2009 年间受到质疑最多的书籍。 
2022 年末和 2023 年初，多个州的政府官员提出关闭图书馆或取消图书馆系统资金的提案，这些图书馆被视为提供被反对的书。   
根据《华盛顿邮报》 2023年的一项分析，2021-2022 学年，超过100个学区的大多数图书挑战仅由11人提出。 根据PEN的调查，2023/2024学年，约有10000本书籍因共和党主导的审查法而被美国学校禁止。这一数字几乎是上一学年的三倍， 均创下了历史新高。 

## 反应

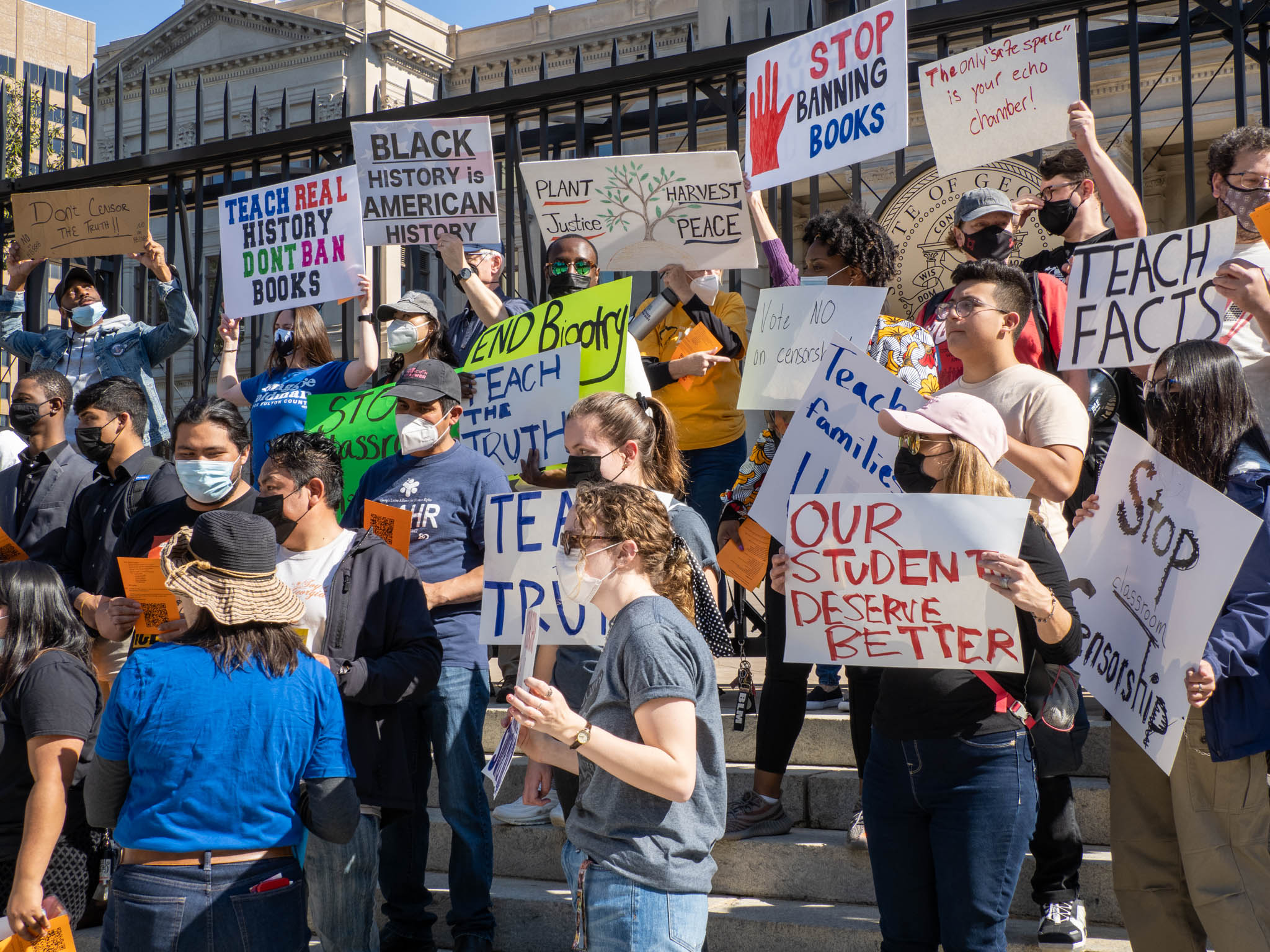
2022年在佐治亚州议会大厦举行的抗议禁书活动

言论自由倡导者、学者、记者和其他批评人士认为，这些运动更大的目的是利用地方和州一级的政治和立法，将意识形态扭曲的美国及其历史和文化强加给教育。 The Takeaway的Melissa Harris-Perry认为，对性别认同等问题的不适是导致学习困难的常见原因之一，但“这种不适可能是成年人强加给年轻学习者的”，因为他们在其他方面更容易接受，也更有可能跳出传统的性别角色去思考问题。 纽约公共图书馆的 Shauntee Burns-Simpson 强调禁令从书中摘取一页或一句话而不考虑上下文的问题，并根据对该引言的第一反应来判断这本书的价值。 伯恩斯-辛普森还指出，禁书不仅会剥夺书中的文字，还会剥夺就书中提出的概念进行讨论的可能。 
伊利诺伊州颁布了美国第一部限制地方图书馆颁布禁书令权力的州法律。该法律规定，任何因“党派或教义”原因禁止出版书籍的图书馆都将停止获得州资助。它强制执行美国图书馆协会发布的《图书馆权利法案》。州长J·B·普里茨克于 2023年6月12日签署了该法律，并于次年初生效。 
在许多情况下，对某些书籍的禁令会导致这些书籍的销量增加，例如杰里·克拉夫特、托妮·莫里森和亚当·拉普的作品。 禁书的普及效应加上互联网时代获取书籍的便利，使得禁令的影响力较以前减弱。
一些批评人士认为，禁书令更多的是在惩罚教育工作者和图书管理员，或制造寒蝉效应，而不是限制学生接触的内容。 例如，爱荷华州提议的立法将允许对图书管理员刑事起诉。 芝加哥大学历史学教授阿达·帕尔默表示，历史上审查制度的主要目的并不是“让已经存在的书籍或作品销声匿迹，而是恐吓人们，阻止他们在未来阅读、购买和创作类似的作品。” 

## 案例和法律

### 德克萨斯州众议院第 3979 号法案
德克萨斯州于 2021 年 7 月通过了第 3979 号众议院法案。该法被称为德克萨斯州的“批判性种族理论法”。该法案限制学生学习或讨论种族、种族主义、性别或性别歧视，以及这些概念在美国文化和历史中的作用的方式和范围。该法律及其实施过程中的混乱导致了许多书籍受到挑战。 